# Dieter Schönberger
Dieter Schönberger (* 15. November 1972 in Dachau) ist ein ehemaliger deutscher Fußballspieler.

## Karriere
Schönberger begann beim TSV Dachau mit dem Fußballspielen und wurde 15-jährig vom FC Bayern München für dessen Jugendabteilung verpflichtet. Nach nur einer Saison für die B-Jugendmannschaft, mit der er 1989 neben Markus Babbel, Max Eberl und Christian Nerlinger die Meisterschaft gewann, rückte er anschließend in die zweite Mannschaft auf und kam in der seinerzeit drittklassigen Amateur-Oberliga Bayern zum Einsatz.
1992 wurde er vom Zweitligisten SpVgg Unterhaching verpflichtet, für den er als Abwehrspieler fünf Punktspiele bestritt. Sein Debüt im bezahlten Fußball gab er am 21. Juli 1992 (4. Spieltag) bei der 0:4-Niederlage im Auswärtsspiel gegen den MSV Duisburg.
Die Saison 1994/95 spielte er dann für den SV Lohhof, der sich aus der Bayernliga für die drittklassige Regionalliga Süd qualifizierte und am Ende der Saison absteigen musste; Schönberger wechselte stattdessen zum Bundesligisten 1. FC Köln, bei dem er in der Saison 1996/97 jedoch weder in der Profi- noch in der Amateurmannschaft zum Einsatz kam.
Von 1997 bis 2000 bestritt er 76 Punktspiele für die Sportfreunde Siegen in der Regionalliga West/Südwest und erzielte ein Tor.
Von 2000 bis 2002 bestritt er 47 Punktspiele für den SC Fortuna Köln in der Regionalliga Nord. Anschließend absolvierte er drei Spielzeiten für den TSV Eching in der Landesliga Bayern, ehe es ihn nach Österreich verschlug.
Zum Karriereende hin bestritt er zuletzt vom 8. Juli bis 29. November 2005 18 Punktspiele für den Zweitligaaufsteiger FC Kufstein und erlebte den Abstieg in die Regionalliga West nicht mehr.

## Erfolge
- Deutscher B-Juniorenmeister 1989 (mit dem FC Bayern München)